# Dalū Ḩasan
Dalū Ḩasan (persiska: دلو حسن) är en ort i Iran.   Den ligger i provinsen Östazarbaijan, i den nordvästra delen av landet, 500 km väster om huvudstaden Teheran. Dalū Ḩasan ligger 1 879 meter över havet och antalet invånare är 238.
Terrängen runt Dalū Ḩasan är huvudsakligen kuperad, men åt nordost är den platt.Runt Dalū Ḩasan är det ganska glesbefolkat, med 22 invånare per kvadratkilometer. Närmaste större samhälle är Chelān-e Soflá, 17,1 km sydväst om Dalū Ḩasan. Trakten runt Dalū Ḩasan består i huvudsak av gräsmarker.